# 유등천
유등천(柳等川)은 충청남도 금산군과 대전광역시를 흐르는 내로 버드나무가 냇가에 많아 버드내 혹은 유천이라고 불렀다. 다른 이름으로는 창계, 애천이라고도 한다. 대전천과 갑천과 더불어 대전광역시의 3대 하천이다. 금산군 복수면과 진산면의 경계지점에서 시발하여 북쪽으로 흘러 금산군 복수면과 대전광역시 중구 침산동의 경계를 지나 서구 둔산동에서 갑천과 만난다. 침산동의 시계에서 갑천합류점까지 15.5km는 국가하천으로 지정되어 있다. 침산동에서 정생천, 구완천과 만나며, 태평동에서 과례천과 만난다. 대전천이 둔산3동에서 합류하고, 유등천은 한밭수목원 동쪽 끝에서 갑천과 합류하여 끝을 맺는다.

## 발원지
유등천은 금산군 진산면 삼가리의 인대산, 석막리와 금산군 월봉산 기슭에서 발원하여 북으로 흐르며,  월봉산의 열두봉재에서 흘러내리는 물은 침산동을 거쳐 뿌리공원을 돌아 도마동과 유천동 사이로 흐른다.

## 수질
1960년 이후 대전시의 산업 발달로 수질오염이 심각하였으나, 1997년 하수관로를 분리한 이후부터 수질이 차츰 개선되어 현재는 2~3급수 사이를 유지하고 있다.

## 다리
대전광역시 구간에는 안영교, 복수교, 버드내교, 도마교, 수침교, 삼천교가 놓여있다.

## 주변현황
안영동에는 좌우에 뿌리공원과 장수마을이 들어서 있고, 공원이 조성되어 있다. 대전시내 구간에는 대규모 아파트 단지들과 접하고 있으며, 평송청소년문화센터와 한밭수목원 옆을 지나 갑천과 합쳐진다.